# Sitticus exiguus
Sitticus exiguus är en spindelart som först beskrevs av Friedrich Wilhelm Bösenberg 1903.  Sitticus exiguus ingår i släktet Sitticus och familjen hoppspindlar. Inga underarter finns listade i Catalogue of Life.